# Brefeldiella brasiliensis
Brefeldiella brasiliensis är en svampart som beskrevs av Speg. 1889. Brefeldiella brasiliensis ingår i släktet Brefeldiella och familjen Brefeldiellaceae.   Inga underarter finns listade i Catalogue of Life.